# Арнет, Йозеф Калазанца фон
Йозеф Калазанца фон Арнет (нем. Joseph Calasanza Ritter von Arneth; 1791—1863) — австрийский нумизмат и археолог XIX века.

## Биография
Йозеф Калазанца, рыцарь фон Арнет родился 12 августа 1791 года в городе Леопольдшлаге, в Верхней Австрии.
Получил образование в училище Святого Флориана и в Линцской гимназии, с 1810 году слушал лекции в Венском университете, в 1811 году был практикантом в нумизматическом кабинете и кабинете древностей, а в 1813 году его хранителем.
Вскоре после того он поступил офицером в австрийско-немецкий легион и принимал участие в походах 1813 и 1814 гг., по возвращении занял прежнюю должность.
В качестве воспитателя князя Иосифа из рода Дитрихштейн получил возможность расширить свои археологические и нумизматические знания во время путешествий по Германии, Швейцарии и Италии.
С 1824 по 1828 год Йозеф фон Арнет временно занимал кафедру всеобщей истории и истории Австрии в Венском университете. С 1833 года занимался, в основном, приведением в порядок порученных ему коллекций и оказал при этом большие услуги музею, директором которого назначен в 1840 году.
14 мая 1847 года фон Арнет вошёл в число первых членов Венской Императорской академии наук.
Йозеф Калазанца фон Арнет скончался 31 октября 1863 года.
В конце XIX — начале XX века на страницах Энциклопедического словаря Брокгауза и Ефрона была дана следующая оценка работам Арнета:

Ученые труды А., помещенные большею частью в периодических изданиях и ученых сборниках, за исключением его „Geschichte des Kaiserthums Oesterreich“ (Вена, 1827), состоят, главным образом, в работах по нумизматике и археологии. В среде нумизматов он пользовался большим авторитетом как эксперт при определении подлинности монет.